# Mainichi Broadcasting System

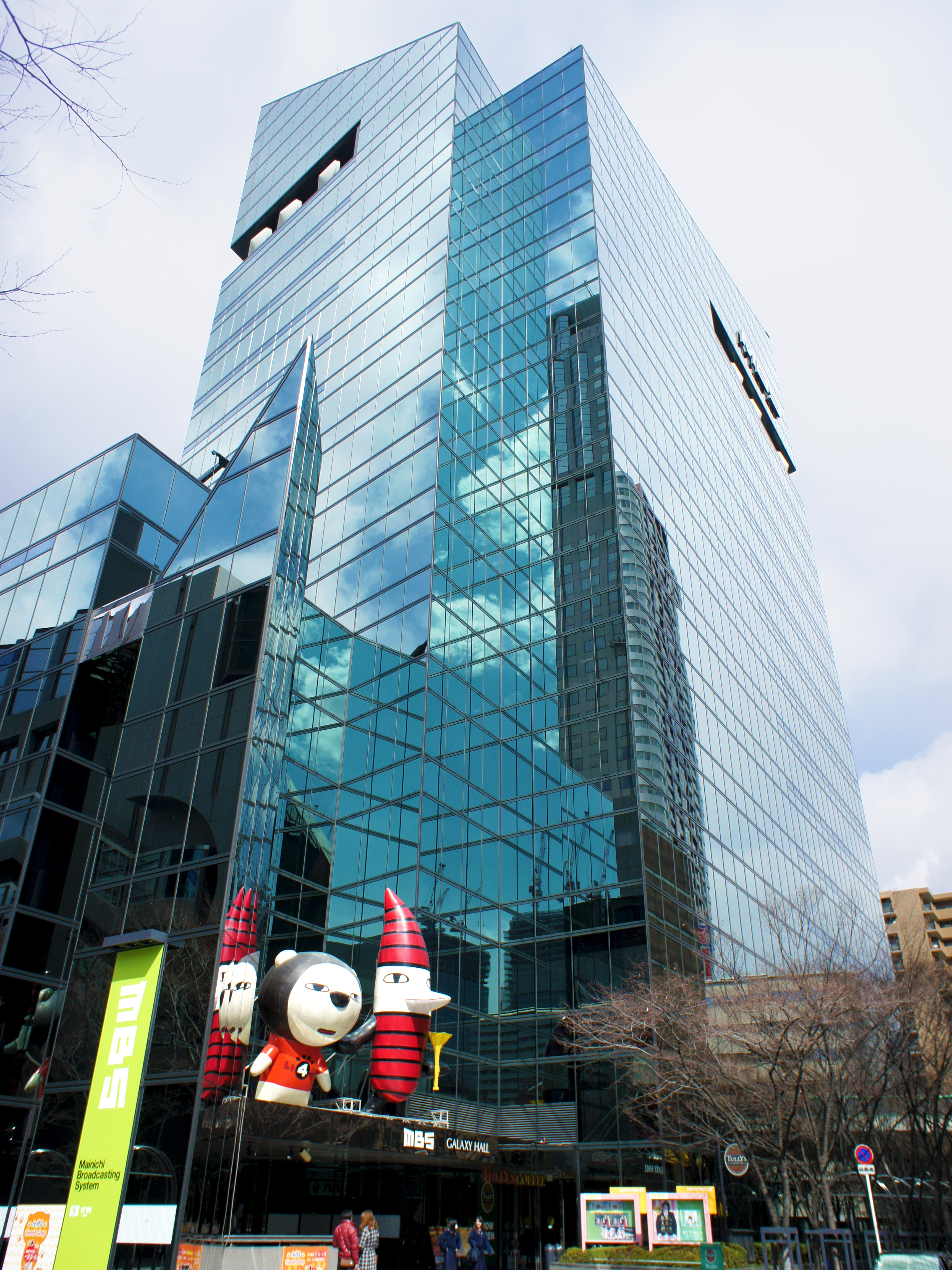
Główna siedziba MBS w Osace

Mainichi Broadcasting System (jap. 株式会社毎日放送 Kabushiki-gaisha Mainichi Hōsō) – japoński koncern radiowo-telewizyjny, istniejący od 1950 roku, z siedzibą w Osace. W 2017 roku zatrudniał niecałe 1000 osób.

## Historia
Koncern Mainichi Broadcasting został założony 27 grudnia 1950 roku jako New Japan Broadcasting Company (jap. 新日本放送株式会社? Shin-Nippon Hōsō Kabushiki-gaisha). Rok później nadawanie rozpoczęło Radio MBS. 1 czerwca 1958 przyjęto nazwę Mainichi Broadcasting System. W następnym roku została uruchomiona telewizja naziemna MBS TV. W 1975 nastąpiła fuzja ze stacją informacyjną Japan News Network. W 2003 roku koncern rozpoczął nadawanie naziemne cyfrowe, a trzy lata później uruchomił telewizję mobilną.
Od kwietnia 2017 roku spółka używa nazwy RKB Mainichi Holding Corporation. Jest notowana na Tokijskiej Giełdzie Papierów Wartościowych. W 1999 film dokumentalny „Just Like Anyone Else” produkcji MBS, został wyróżniony nagrodą International Emmy Award.

## Programy
MBS TV emituje popularne programy drama, wśród których można wyróżnić:
- Arakawa Under the Bridge
- Shin’ya shokudō
- Peacemaker Kurogane

Głównie jednak MBS wyświetla anime takie jak:
- Ao no Exorcist
- Atak Tytanów
- Brama piekieł
- Chōjikū Yōsai Macross
- Clannad
- Code Geass: Lelouch of the Rebellion
- Durarara!!
- Fullmetal Alchemist
- The Idolmaster
- Kill la Kill
- Mobile Suit Gundam Seed
- Ognistooka Shana
- Puella Magi Madoka Magica
- Sword Art Online
- ×××HOLiC